# Hydra daqingensis
Hydra daqingensis är en nässeldjursart som beskrevs av Fan 2000. Hydra daqingensis ingår i släktet Hydra och familjen Hydridae. Inga underarter finns listade i Catalogue of Life.